# Soulages-Bonneval

Soulages-Bonneval este o comună în departamentul Aveyron din sudul Franței. În 2009 avea o populație de 270 de locuitori.